# Championnats de France de natation en petit bassin 2005
Navigation
Édition 2004 Édition 2006
Les Championnats de France de natation en petit bassin 2005, la 2e édition, se tiennent du 2 au 4 décembre 2005 à Chalon-sur-Saône.
À cette occasion, 32 épreuves sont organisées à la piscine municipale, à parfaite parité entre les femmes et les hommes. 
Programmé quelques jours seulement avant l'ouverture des Championnats d'Europe de natation 2006 en petit bassin (du 11 au 10 décembre 2006 à Helsinki (Finlande)), ce désormais rendez-vous annuel de la natation française accueille 356 nageurs (198 hommes et 158 femmes), issus de 114 clubs, dont l'élite des nageurs sélectionnés pour la Finlande.

## Bilan
Le chef de file de la natation française, Laure Manaudou a dominé cette compétition, avec l'obtention de six titres (200, 400 et 800 m nage libre, 50 et 100 m dos et 400 m 4 nages) et l'amélioration du record d'Europe du 400 m nage libre et du record de France du 800 m nage libre.
Chez les femmes, Aurore Mongel, après remporté le titre du 100 m papillon la 1re journée, s'impose dans l'épreuve du 200 m papillon en 2 min 08 s 26, pulvérisant son propre record de France de près de 2 secondes. 
Alena Popchanka, nouvellement naturalisée française, obtient son 1er titre national le 2 décembre, en dominant, avec une avance de 19/100e sur Céline Couderc, le 50 m nage libre. Elle remporte également, le lendemain, le titre du 50 m papillon.
Pas de record de France battu chez les hommes, mais un égalé, celui du 50 m papillon par Frédérick Bousquet qui rejoint Romain Barnier, détenteur de ce record depuis le mois de janvier. Le nageur marseillais réalise un quadruplé, en remportant également le titre des 50 et 100 m nage libre, et 100 m papillon.
Deux nageurs réalisent le grand chelem. Le spécialiste de la brasse, Hugues Duboscq remporte les épreuves de cette discipline tandis que Nicolas Rostoucher, le patron du demi-fond et du 4 nages français, obtient le titre du 1 500 m nage libre et des 200 et 400 m 4 nages.
La discipline du dos voit l'émergence d'une génération montante avec Camille Lacourt, vainqueur des 50 et 100 m et Benjamin Stasiulis dominateur sur le 200 m, qui battent les 2 spécialistes Pierre Roger et Simon Dufour.

## Records battus

### Record d'Europe
| Date            | Épreuve  | Nouveau détenteur | Nouveau temps | Ancien détenteur | Ancien temps  | Date         |
| 4 décembre 2005 | 400 m NL | Laure Manaudou    | 4 min 00 s 20 | Jana Klotchkova  | 4 min 01 s 26 | 5 avril 2002 |

### Records de France
| Date            | Épreuve        | Nouveau détenteur | Nouveau temps | Ancien détenteur | Ancien temps  | Date             |
| 2 décembre 2005 | 800 m NL       | Laure Manaudou    | 8 min 18 s 58 | Laure Manaudou   | 8 min 22 s 89 | 19 novembre 2005 |
| 4 décembre 2005 | 200 m papillon | Aurore Mongel     | 2 min 08 s 26 | Aurore Mongel    | 2 min 10 s 11 | 30 novembre 2003 |

### Record de France égalé
| Date            | Épreuve       | Nouveau codétenteur | Temps   | Codétenteur    | Date            |
| 3 décembre 2005 | 50 m papillon | Frédérick Bousquet  | 23 s 45 | Romain Barnier | 22 janvier 2005 |

## Podiums

### Hommes
| Épreuves   | Or                                     | Or                | Argent                                   | Argent         | Bronze                                     | Bronze         |
| ---------- | -------------------------------------- | ----------------- | ---------------------------------------- | -------------- | ------------------------------------------ | -------------- |
| Nage libre |                                        |                   |                                          |                |                                            |                |
| 50 m       | Frédérick Bousquet CN Marseille        | 21 s 47 RC        | Julien Sicot CS Clichy 92                | 21 s 84        | David Maître CS Clichy 92                  | 22 s 18        |
| 100 m      | Frédérick Bousquet CN Marseille        | 48 s 11 RC        | Alain Bernard CN Marseille               | 48 s 49        | Fabien Gilot Vikings de Rouen              | 48 s 83        |
| 200 m      | Amaury Leveaux Mulhouse ON             | 1 min 45 s 87 RC  | Matthieu Madelaine CN Antibes            | 1 min 47 s 30  | Fabien Horth Aqua Club Pontault-Roissy     | 1 min 47 s 77  |
| 400 m      | Amaury Leveaux Mulhouse ON             | 3 min 46 s 39 RC  | Sylvain Cros CS Clichy 92                | 3 min 48 s 65  | Guy-Noël Schmitt CN Cannes                 | 3 min 48 s 86  |
| 1 500 m    | Nicolas Rostoucher Mulhouse ON         | 14 min 58 s 50 RC | Guy-Noël Schmitt CN Cannes               | 15 min 12 s 45 | Anthony Pannier CN Braud Saint-Louis       | 15 min 16 s 27 |
| Papillon   |                                        |                   |                                          |                |                                            |                |
| 50 m       | Frédérick Bousquet CN Marseille        | 23 s 45 RF égalé  | Antoine Galavtine RCF/ASPTT Paris        | 23 s 95        | Youri Jules Montpellier UC                 | 24 s 76        |
| 100 m      | Frédérick Bousquet CN Marseille        | 52 s 31           | Amaury Leveaux Mulhouse ON               | 52 s 42        | Antoine Galavtine RCF/ASPTT Paris          | 53 s 54        |
| 200 m      | Christophe Lebon CN Antibes            | 1 min 57 s 02     | Joanes Hedel Dunkerque Natation          | 2 min 00 s 56  | David Métron Dunkerque Natation            | 2 min 02 s 91  |
| Dos        |                                        |                   |                                          |                |                                            |                |
| 50 m       | Camille Lacourt CN Font-Romeu Cerdagne | 25 s 52 RC        | Simon Dufour Montpellier UC              | 25 s 76        | Benjamin Stasiulis Mulhouse ON             | 25 s 80        |
| 100 m      | Camille Lacourt CN Font-Romeu Cerdagne | 54 s 54 RC        | Pierre Roger CN Melun Val de Seine       | 54 s 68        | Simon Dufour Montpellier UC                | 55 s 02        |
| 200 m      | Benjamin Stasiulis Mulhouse ON         | 1 min 57 s 57 RC  | Camille Lacourt CN Font-Romeu Cerdagne   | 1 min 58 s 61  | Simon Dufour Montpellier UC                | 1 min 59 s 26  |
| Brasse     |                                        |                   |                                          |                |                                            |                |
| 50 m       | Hugues Duboscq CN Le Havre             | 27 s 76           | Marc Lafosse Girondins de Bordeaux       | 28 s 17        | Geoffrey Briatte Dunkerque Natation        | 28 s 67        |
| 100 m      | Hugues Duboscq CN Le Havre             | 59 s 49           | Nicolas Miquelestorena ES Massy Natation | 1 min 01 s 13  | Fabien Horth Aqua Club Pontault-Roissy     | 1 min 01 s 39  |
| 200 m      | Hugues Duboscq CN Le Havre             | 2 min 10 s 36     | Nicolas Miquelestorena ES Massy Natation | 2 min 12 s 11  | Christophe Richard Cergy-Pontoise Natation | 2 min 12 s 72  |
| 4 nages    |                                        |                   |                                          |                |                                            |                |
| 200 m      | Nicolas Rostoucher Mulhouse ON         | 1 min 59 s 94 RC  | Fabien Horth Aqua Club Pontault-Roissy   | 2 min 00 s 37  | Yannick Bignon Dauphins Obernai            | 2 min 00 s 68  |
| 400 m      | Nicolas Rostoucher Mulhouse ON         | 4 min 14 s 01 RC  | Yannick Bignon Dauphins Obernai          | 4 min 17 s 18  | Sylvain Cros CS Clichy 92                  | 4 min 18 s 52  |

### Femmes
| Épreuves   | Or                                              | Or               | Argent                             | Argent        | Bronze                                     | Bronze        |
| ---------- | ----------------------------------------------- | ---------------- | ---------------------------------- | ------------- | ------------------------------------------ | ------------- |
| Nage libre |                                                 |                  |                                    |               |                                            |               |
| 50 m       | Alena Popchanka CS Clichy 92                    | 25 s 29          | Céline Couderc CN Cévennes Alès    | 25 s 48       | Elsa N'Guessan CN Marseille                | 25 s 81       |
| 100 m      | Céline Couderc CN Cévennes Alès                 | 54 s 81 RC       | Elsa N'Guessan CN Marseille        | 55 s 21       | Mylène Lazare ASPTT Montpellier            | 56 s 00       |
| 200 m      | Laure Manaudou CN Melun Val de Seine            | 1 min 56 s 93    | Céline Couderc CN Cévennes Alès    | 1 min 58 s 21 | Aurore Mongel Mulhouse ON                  | 1 min 58 s 62 |
| 400 m      | Laure Manaudou CN Melun Val de Seine            | 4 min 00 s 20 RE | Sophie Huber CN Sarreguemines      | 4 min 08 s 12 | Sarah Bey CN Melun Val de Seine            | 4 min 11 s 60 |
| 800 m      | Laure Manaudou CN Melun Val de Seine            | 8 min 18 s 58 RF | Sarah Bey CN Melun Val de Seine    | 8 min 33 s 85 | Sophie Huber CN Sarreguemines              | 8 min 37 s 61 |
| Papillon   |                                                 |                  |                                    |               |                                            |               |
| 50 m       | Alena Popchanka CS Clichy 92                    | 26 s 96          | Diane Bui-Duyet Olympique Nouméa   | 27 s 10       | Audrey Parra NC Échirolles                 | 27 s 69       |
| 100 m      | Aurore Mongel Mulhouse ON                       | 59 s 71          | Lise Soule CN Auch                 | 1 min 00 s 34 | Sophie de Ronchi ES Massy                  | 1 min 00 s 81 |
| 200 m      | Aurore Mongel Mulhouse ON                       | 2 min 08 s 26 RF | Sarah Bey CN Melun Val de Seine    | 2 min 12 s 59 | Magali Rousseau RCF/ASPTT Paris            | 2 min 15 s 97 |
| Dos        |                                                 |                  |                                    |               |                                            |               |
| 50 m       | Laure Manaudou CN Melun Val de Seine            | 28 s 02 RC       | Esther Baron CN Melun Val de Seine | 29 s 16       | Alison Léger AAS Sarcelles Natation 95     | 29 s 50       |
| 100 m      | Laure Manaudou CN Melun Val de Seine            | 59 s 51 RC       | Esther Baron CN Melun Val de Seine | 1 min 01 s 39 | Reine Victoria Weber Olympique Nouméa      | 1 min 02 s 55 |
| 200 m      | Esther Baron CN Melun Val de Seine              | 2 min 11 s 66    | Coralie Balmy Dauphins du TOEC     | 2 min 12 s 59 | Marion Blanchard La Roche-sur-Yon Natation | 2 min 14 s 80 |
| Brasse     |                                                 |                  |                                    |               |                                            |               |
| 50 m       | Anne-Sophie Le Paranthoën CS Clichy 92          | 32 s 41          | Estelle Nolot Grenoble UC Natation | 32 s 72       | Delphine Leprest CN Melun Val de Seine     | 32 s 94       |
| 100 m      | Anne-Sophie Le Paranthoën CS Clichy 92          | 1 min 09 s 98    | Fanny Babou CNS Saint-Esthèphe     | 1 min 10 s 13 | Marjorie Distel CN Melun Val de Seine      | 1 min 10 s 91 |
| 200 m      | Marjorie Distel CN Melun Val de Seine           | 2 min 30 s 34    | Coralie Dobral RCF/ASPTT Paris     | 2 min 30 s 91 | Fanny Babou CNS Saint-Esthèphe             | 2 min 31 s 92 |
| 4 nages    |                                                 |                  |                                    |               |                                            |               |
| 200 m      | Laure Manaudou CN Melun Val de Seine            | 2 min 12 s 93 RC | Cylia Vabre Lyon Natation          | 2 min 13 s 47 | Sophie de Ronchi ES Massy Natation         | 2 min 13 s 78 |
| 400 m      | Charlène Neufcœur Charleville-Mézières Natation | 4 min 45 s 15    | Sarah Bey CN Melun Val de Seine    | 4 min 46 s 00 | Marjorie Distel CN Melun Val de Seine      | 4 min 47 s 75 |

Légendes : RE : record d'Europe - RF : record de France - RC : record des championnats